# Quelque chose tient mon cœur
Albums de Herbert Léonard
Si je ne t'aimais qu'un peu
(1967) Tel quel
(1969)
Quelque chose tient mon cœur est un album (et une chanson) d'Herbert Léonard sorti en 1968.

## Liste des titres
1. Quelque chose tient mon cœur (3 min 50 s)
2. Pour un peu d'amour (2 min 40 s)
3. Mère (3 min 09 s)
4. J'ai l'amour dans les mains (2 min 04 s)
5. Si j'avais le courage (3 min 25 s)
6. Si tu veux être un homme (2 min 00 s)
7. Pour être sincère (2 min 45 s)
8. Les yeux de la nuit (2 min 50 s)
9. Cher Monsieur Fantaisie (2 min 27 s)
10. Je voudrais seulement être une larme (3 min 22 s)
11. Une lettre (2 min 09 s)
12. Elle me donne (2 min 28 s)